# Takuma Kuroda
Takuma Kuroda (japanisch 黒田 拓真 Kuroda Takuma; * 18. Februar 1992 in Higashiosaka) ist ein japanischer Fußballspieler.

## Karriere
Kuroda erlernte das Fußballspielen in der Schulmannschaft der Higashiosaka College Kashiwara High School und der Universitätsmannschaft der Ryūtsū-Keizai-Universität. Seinen ersten Vertrag unterschrieb er 2014 bei Renofa Yamaguchi FC. Am Ende der Saison 2014 stieg der Verein in die J3 League auf. Für den Verein absolvierte er 13 Ligaspiele. 2016 wechselte er zu FC Kariya. Für den Verein absolvierte er 21 Ligaspiele. Ende 2017 beendete er seine Karriere als Fußballspieler.